# Jacobacci
Jacobacci était une entreprise familiale française de lutherie artisanale fondée en 1924 composée de deux frères associés, André et Roger, installée rue Duris à Paris, qui fabriquait des banjos et des guitares. Elle a cessé son activité en 1994.

## Historique
C’est Vincent Jacobacci (1895-1975), immigré italien né à Catane qui fonde l’entreprise familiale en 1924 dans un petit atelier situé dans le quartier populaire de Ménilmontant à Paris et se lance dans la fabrication semi-industrielle de banjos et, dans de moindres proportions, de guitares acoustiques.
Un de ses fils, Roger (né en 1931), décide au début des années cinquante de se lancer dans la fabrication de guitares électriques en amplifiant dans un premier temps les guitares acoustiques de la marque.
Sous l’impulsion du magasin parisien Major Conn situé au début de la rue Duperré, qui assurera la distribution exclusive de leurs  guitares dans un premier temps, débute en 1956 une association avec la société "RV (Radio Vidéo)" dirigée par Steve Brammer (1910-1983). Les guitares sont équipées de micros « RV Tonemaster » et portent la seule marque « Major ». Les modèles de la gamme sont la « Royal », la « Solist » et la « Super De Luxe ».
La collaboration entre Roger Jacobacci et Steve Brammer, débouche sur la création de deux nouveaux modèles : la « Texas » en 1959, dont le corps bombée est inspiré par la « Gibson Les Paul », mais de proportions réduites, avec une caisse creuse, créée par un cadre intérieur qui en donne l'épaisseur, suivie par « l’Ohio », il s’agit cette fois d’une Guitare électrique solid-body, « extra plate » en 1960, inspirée de la Fender Stratocaster.
L’avènement de Johnny Hallyday, des Chaussettes Noires, des Pirates et des Vautours jouant sur des « Ohio », et aussi des Chats Sauvages jouant sur des « Texas », produit une énorme publicité à la marque et propulse ces modèles sur le devant de la scène, augmentant d’une manière significative le nombre de guitares vendues à partir de 1961. Afin d'accélérer la production, le corps des manches des « Ohio » sont fabriqués en aluminium moulé, par un sous-traitant et un brevet est délivré par l'INPI.
Un deuxième fils de Vincent, André (Dédé, né en 1934) rejoint l’atelier entre-temps.
La gamme Jacobacci comporte d’autre part une basse électrique solid body « Ohio » 4 cordes, une guitare basse électrique à six cordes « Solist » et un quatrième modèle semi-acoustique, la « Star ».
Après une tentative d’introduction d’un nouveau modèle à corps plein, la « Stevens », et à la suite d’un différend financier entre "Jacobacci" et "Major Conn", la collaboration s’arrête en 1965.
Les frères Jacobacci, qui assurent parallèlement la maintenance et le réglage des instruments de nombreux guitaristes professionnels parisiens, décident en 1964 de réduire le nombre de guitares produites, et de mettre l’accent sur la qualité. Le premier modèle de la nouvelle gamme est la R 1, guitare thin line à double découpe.
Apparaissent alors deux modèles de guitares de jazz, la Raymond Gimenes, créée pour le guitariste des Guitars Unlimited, suivie par la Sacha Distel. Si les premières guitares ne comportent aucune mention de marque, les suivantes affichent la marque « Rogands », contraction anglicisée des prénoms de Roger et André. Il faudra attendre 1966 pour que, à la demande expresse de leurs célèbres clients, les deux frères signent enfin leurs instruments « Jacobacci » sur la tête.
Le modèle « Studio », commercialisé en 1968 à la demande de musiciens de studio, rencontre, grâce à sa polyvalence, un succès immédiat auprès des guitaristes professionnels. À partir de cette date, les guitares sont équipées de micros « Golden Sound » puis « Benedetti » fabriqués par Michel Benedetti (1931-2005). Si la « Studio » comporte encore des cavités creusées à l’intérieur du corps, la JSB (pour Jacobacci Solid Body) beaucoup plus légère est créée à l'attention des musiciens pour la scène et les tournées.
Parallèlement, les frères Jacobacci produisent des guitares western (notamment des douze cordes), des instruments pour gaucher, des guitares à double manche et réalisent certains instruments uniques à la demande de clients, célèbres ou non.

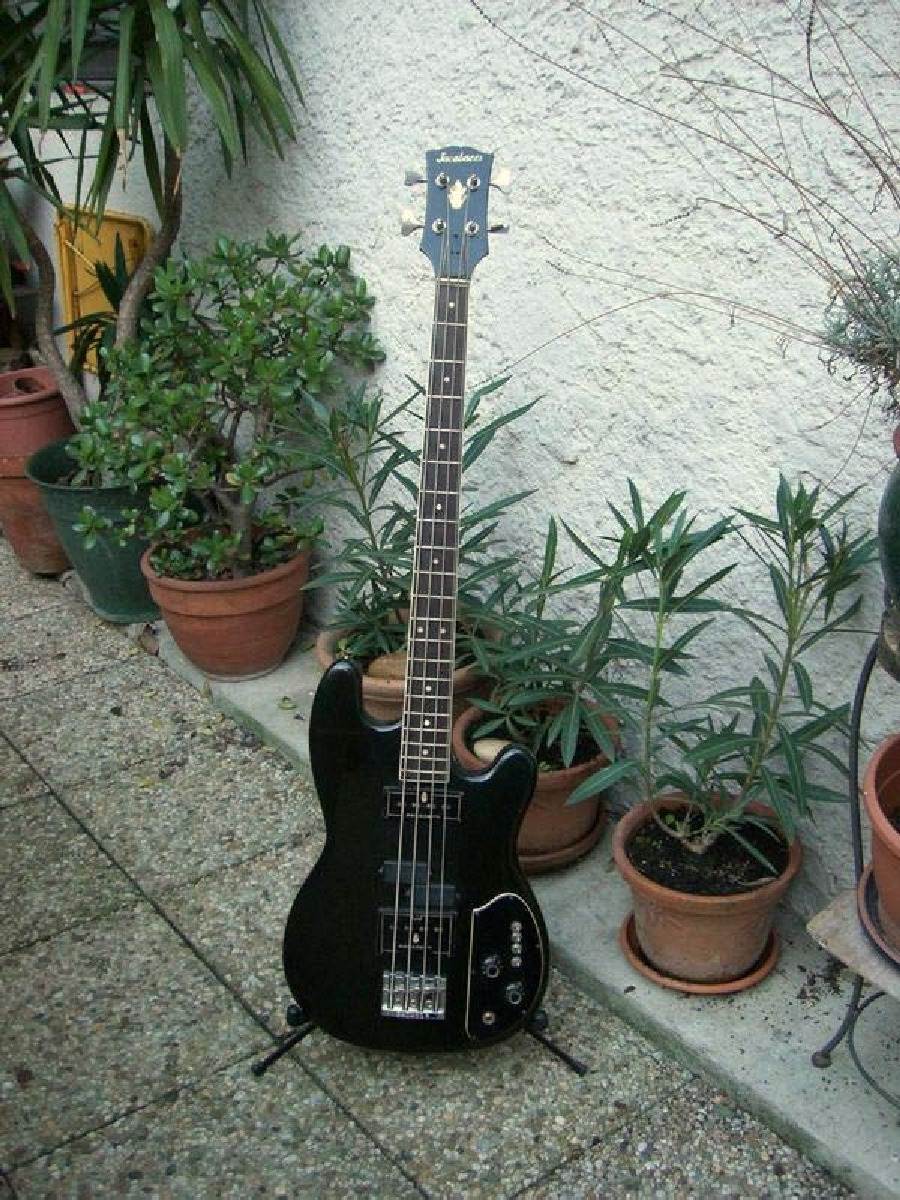
Basse Jacobacci JB200.

Si un modèle R 2 basse existe, c'est la JB 200 (solid-body), puis sa version remaniée en 1977, la JB 280 qui assureront la solide réputation de la marque parmi les bassistes.
Les deux derniers modèles créés sont la « JD80 », une guitare solid-body sortie en 1979 suivie en 1982 de la « JJ », une guitare jazz  présentant des caractéristiques originales.
L’atelier étant expulsé, à cause de la démolition complète du quartier, déménage en 1982 de la rue Duris à la rue Delaitre, toujours dans le quartier de Ménilmontant. André Jacobacci meurt en 1991. Roger Jacobacci prend sa retraite en 1994 et s'éteint dans la nuit du mercredi 28 au jeudi 29 avril 2010 des suites d'une longue maladie.
Au total, près de 10 000 instruments électriques (guitares et basses) auront été fabriqués par les deux frères.
L'ultime guitare, un modèle SD gaucher fabriqué par Roger pendant sa retraite, a été acquise par un admirateur du Sud de la Seine-et-Marne.

## Quelques modèles remarquables de guitares

### Modèle Sacha Distel
Guitare de Jazz à caisse par excellence (archtop de 8mm), inspirée de la Gibson ES-175 au diapason cependant légèrement différent, d'une dimension se situant entre la L-5 et la ES-175, sa grande lutherie ainsi que ses micros Benedetti en font un instrument exceptionnel d'une brillance et d'une sonorité incroyable, réputée meilleure que leur cousines américaines Gibson de l'époque.
Cette guitare unique, conçue en 1966 et baptisée Sacha Distel, portera son nom et sera fabriquée en petite quantité (environ 150 exemplaires en tout) mais sans interruption de 1966 à 1992. Elle devient rapidement, associée aux micros fabriqués par Michel Benedetti, l’icône de la guitare de jazz en France.

### Modele Gimenes
Ce modèle est créé en 1964 à la suite d'une commande de Raymond Gimenès des Guitars Unlimited. Le groupe de guitaristes jouait sur des Gibson mais ils n'en étaient plus totalement satisfaits, malgré leur prix. La commande de Gimenes était donc de faire mieux que la L-5 ou la ES-175. Le pari fut réussi et tous les autres membres du groupe remplacèrent au fur et à mesure leurs Gibson par des Jacobacci.
C'est une guitare de jazz à caisse avec une table massive ou plaquée en fonction des modèles, un manche 20 cases généralement à touche ébène, 
et une échancrure en pan coupé.

### Modèle Studio

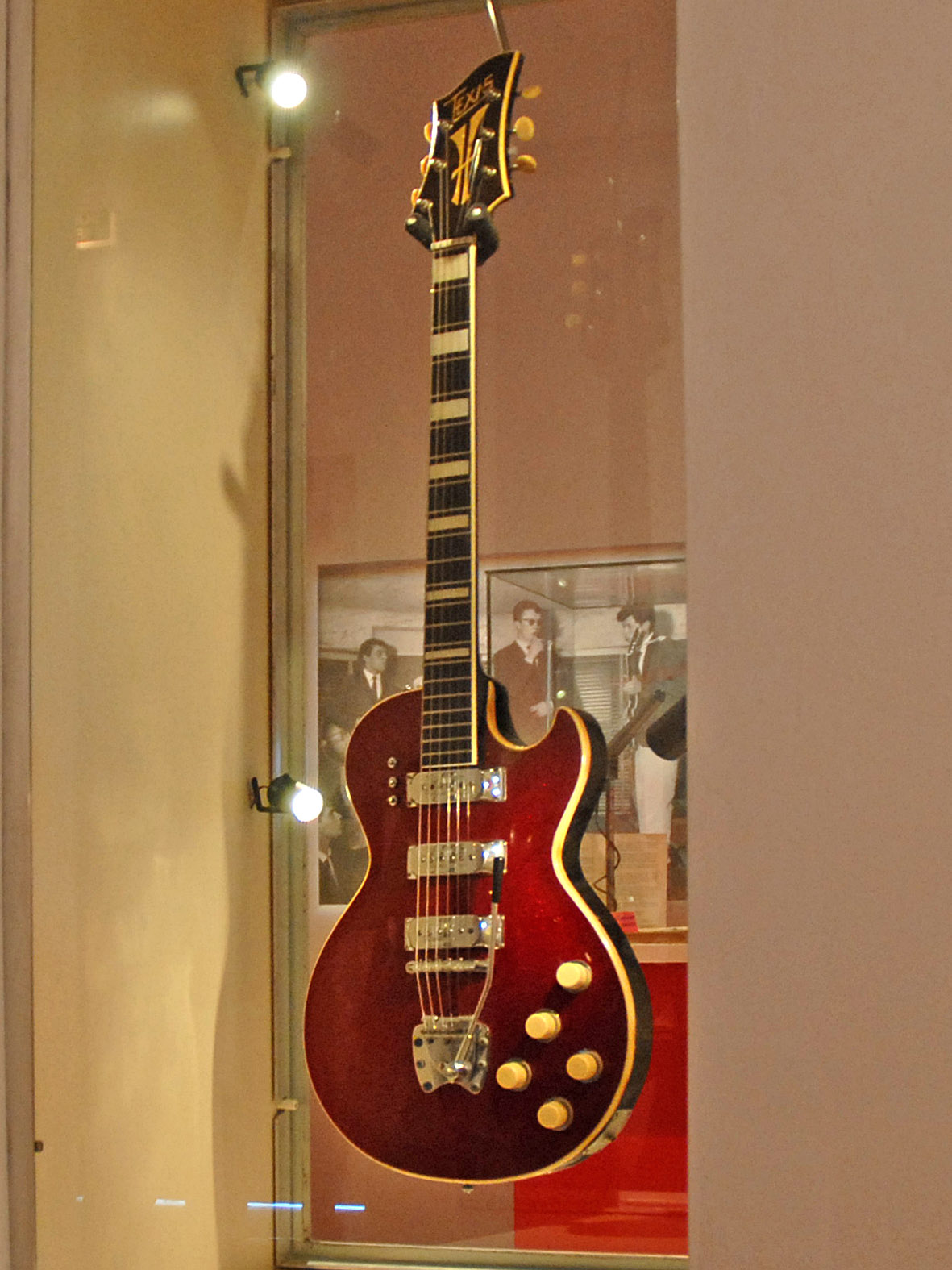
Jacobacci « Texas » 3 avec 3 micros et un vibrato.

Compact, extrêmement maniable, créé pour les enregistrements en studio, ce modèle inspiré par la forme de la « Gibson Les Paul » existe en version Studio 2 et Studio 3 (deux ou trois micros Benedetti). Outre son corps évidé, l'électronique était particulière en ce que la commutation individuelle de chaque micro multipliait les possibilités sonores. Autre particularité que l'on retrouve sur d'autres modèles de la marque comme les JB 200, un switch supplémentaire permettait de connecter directement les micros au jack de sortie sans passer par les potentiomètres, ce qui préservait le spectre sonore dans les aigus.

### Modèles Ohio et Texas
L'« Ohio » et la « Texas » n'ont pas caché leurs inspirations américaines. Elles furent respectivement utilisées pendant la période Twist et Rock au début des années 1960 par :
- Johnny Hallyday,  Les Chaussettes Noires, Les Vautours pour l'« Ohio »

- Les Chats Sauvages à leurs débuts, et Les Pingouins pour les « Texas » 2 micros.

### Modèles Royale R1 et R2
Guitare demi-caisse de jazz avec une finition plus poussée sur la R2 (Incrustation faite main sur la touche et contacteur de sur-aigu).